# Killing Mr. Griffin
Killing Mr. Griffin é um filme estadunidense de 1997, um suspense dirigido por Jack Bender (Lost).
O filme é uma adaptação do livro homônimo de Lois Duncan, para a NBC.

## Sinopse
O filme se passa na escola Del Norte High School, onde estudam Mark Kinney (Scott Bairstow), um aluno rebelde e manipulador, Susan McConnell (Amy Jo Johnson), uma aluna timida e dedicada e David Ruggles (Mario López), jogador de basquete e melhor amigo de Mark.
Mark está disposto a fazer de tudo para vencer a eleição do grêmio estudantil e pretende utilizar métodos ilícitos para conseguir ser o mais votado. Enquanto isso, Susan sonha em ser popular e esconde uma paixão por Dave.
Para aumentar sua popularidade e vencer a eleição na escola, Mark decide forjar o sequestro do arrogante Sr.Griffin (Jay Thomas), o professor de inglês mais odiado pelos alunos do colegial. Usando seus poderes de persuasão, ele envolve seus amigos Dave e Jeff e arma um plano. Porém, para que tudo dê certo, eles precisam da ajuda de Susan, a aluna queridinha do professor. Pensando em ser popular e ganhar o coração de Dave, Susan acaba participando do plano e o sequestro acontece.
Após pegarem o professor, os alunos o levam para uma casa abandonada em um rancho à beira de um lago. Então, o professor Griffin é amordaçado, amarrado e humilhado. Mark é o último a sair da casa e o professor é deixado sozinho.
Misteriosamente, no outro dia, o professor é encontrado morto e os alunos, principalmente Susan, ameaçam revelar o incidente a policia, mas Mark os desaconselha alegando que todos serão incriminados. Quando eles percebem que foram usados por Mark para alcançar seus objetivos pessoais, eles se encontram em uma teia de mentiras e Mark será capaz de tudo para que eles não revelem a verdade.

## Elenco principal
| Intérprete        | Personagem      |
| ----------------- | --------------- |
| Amy Jo Johnson    | Susan McConnell |
| Scott Bairstow    | Mark Kinney     |
| Mario López       | Dave Ruggles    |
| Michelle Williams | Maya            |
| Jay Thomas        | John Griffin    |
| Chris Young       | Jeff Lynch      |
| Maitland Ward     | Candice Lee     |

## Exibição
O filme teve grande êxito no dia de sua estreia nos Estados Unidos, que ocorreu em 7 de abril de 1997 e foi posteriormente lançado em VHS. Em 2000 o filme foi relançado em DVD para o mercado norte-americano. No Brasil, foi lançado em VHS e teve sua primeira exibição no horário nobre da Rede Record com o título de "Os Alunos do Sr. Griffin". O erro ocorreu pois a emissora já estava com os direitos de exibição do filme, antes do lançamento do VHS que oficializou o título "O Terror Ronda a Escola". A emissora corrigiu o título em suas recentes exibições. Além da Rede Record, o filme é exibido nos canais pagos TNT e MGM.